# Tatarščina
Tatarščina (tatarsko татар теле, tatar tele, татарча, tatarča) je turški jezik, ki ga govorijo Tatari predvsem v Tatarstanu (evropska Rusija) in Sibiriji. Tatarščine se ne sme istovetiti s krimsko ali sibirsko tatarščino, ki sta zelo sorodni, vendar pripadata drugim podskupinam kipčaških jezikov.

## Geografska porazdelitev
Tatarski jezik se govori v Rusiji (okoli 5,3 milijona govorcev) Ukrajini, Kitajski, Finski, Turčiji, Uzbekistanu, Združenih državah Amerike, Romuniji Azerbajdžanu, Izraelu, Kazahstanu, Gruziji, Litvi, Latviji in drugod. Po celem svetu ga govori več kot 7 milijonov govorcev. 
Tatarščina je prvi jezik tudi več tisoč Marijcev. Mordvinski Karataji govorijo različico kazanske tatarščine.
V popisu prebivalstva leta 2010 je 69% ruskih Tatarov odgovorilo, da obvladuje tatarski jezik. V Tatarstanu ga obvladuje 93% Tatarov in 3,6 Rusov, v Baškortostanu pa 67% Tatarov, 27% Baškircev in 1,3% Rusov.

## Uradni status
Tatarščina je ob ruščini uradni jezik Republike Tatarstan. Uradna pisava tatarščine temelji na cirilici z nekaj dodatnimi črkami. Tatrstan je leta 1999 sprejel zakon, ki je začel veljati leta 2001 in za tatarščino predpisal tatarsko latinico. Ruski zvezni zakon iz leta 2002 je razveljavil tatarskega in ponovno uvedel cirilico. Neuradno se kljub temu uporabljajo tudi druge pisave, predvsem latinica in arabska pisava. Vsi uradni dokumenti v Tatarstanu morajo biti tudi na spletu objavljeni v cirilici. V neuradnih dokumentih in spisih je izbira pisave prepuščena avtorju.
Tatarski jezik je v Rusiji uradni jezik od leta 1917, vendar samo v Tatarski avtonomni sovjetski socialistični republiki. Tatari trdijo, da je bila tatarščina uradni jezik tudi v kratkotrajni Uralo-volški državi (tatarsko Idel-Ural) med rusko državljansko vojno. 
V 20. stoletju je raba tatarščine začela upadati. Od 1980. let je učenje in poučevanje tatarščine omejeno na podeželske šole. Učenci z znanjem samo tatarskega jezika imajo kasneje zelo možnosti za vpis na univerzo, ker ves šolski sistem skoraj izključno temelji na ruskem jeziku.
Tatarščina se od leta 2001 obravnava kot potencialno ogrožen jezik, medtem ko ga sibirski Tatari obravnavajo kot ogroženega ali zelo ogroženega. Visoko šolstvo v tatarskem jeziku obstaja samo v Tatarstanu in samo v humanistiki. Drugod je tatarščina predvsem pogovorni jezik, število govorcev in njihovo znanje pa se zmanjšuje. Pisna tatarščina je v rabi samo v Tatarstanu in samo na tatarsko govorečih območjih, kjer so šole s tatarskim jezikom. Po drugi strani je tatarščina edini jezik, ki se uporablja v podeželskih okrožjih Tatarstana.
Od leta 2017 pouk tatarskega jezika v tatarstanskih šolah ni več obvezen. Po mnenju nasprotnikov bodo te spremembe še bolj ogrozile tatarski jezik in hkrati pomenijo kršitev tatarstanske ustave, ki določa enakost ruskega in tatarskega jezika v republiki.

## Narečja
Tatarščina ima dve glavni narečji:
- centralno ali srednje (kazansko)
- zahodno (mišarsko)

Obe narečji imata več podnarečij. Pomemben prispevek k preučevanju tatarskega jezika in njegovih narečjih je prispeval znanstvenik Gabdulaj Ahatov, ki velja za ustanovitelja moderne tatarske dialektološke šole.
Tatarščino sibirskih Tatarov, ki se bistveno razlikuje od omenjenih narečij, nekateri pogosto obravnavajo kot tretjo narečno skupino tatarščine, drugi pa kot samostojen jezik.

### Centralno ali srednje narečje
Centralna ali srednja narečna skupina se govori v Kazanu in večjem delu Tatarstana ter je osnova standardnega knjižnega tatarskega jezika.

### Mišarsko narečje
V zahodnem narečju (tatarsko mişär) se ç (č) izgovarja [tɕ] (južni ali lambirski Mišarji) in c (severni Mišarji ali Nižgarji). C se izgovarja [dʑ]. V mišarskem narečji ni razlik med v in w, q in k ter g in ğ. Ker cirilica nima posebnih črk za glasove  q, ğ in w, mišarski govorci brez težav čitajo tatarščino, pisano v cirilici.
Mišarsko narečje govori tudi tatarska manjšina Finskem.

## Pisava
Tararščina se je in se še vedno piše v arabski, latinski in cirilski pisavi.
Do leta 1928 se je pisala večinoma v arabski pisavi, do leta 1920 po иске имля (İske imlâ, "stari pravopis") in od leta 1920 do 1928 po  яңа имла (jaaña imlâ, "novi pravopis").
V 19. stoletju je ruski pravoslavni misijonar Nikolaj Ilminski prvi priredil rusko cirilico za tatarske potrebe. Njegovo pisavo še vedno uporabljajo krščanski Tatari (krjašeni). 
V Sovjetski zvezi se je tatarščina pisala v latinici, imenovani janjalif (nova turška abeceda). Leta 1939 je bila v celi Sovjetski zvezi uvedana cirilica, v kateri se še vedno piše tudi tatarščina.
S tatarstanskim zakonom iz leta 1999 so ponovno uvedli latinico, ki jo je ruski zvezni zakon iz leta 2002 ukinil. Zvezno Ustavno sodišče je leta 2004 potrdilo, da uvedba cirilice za državne jezike republik Ruske federacije ni v nasprotju z Rusko ustavo.
Leta 2012 je tatarstanska vlada uvedla novo latinico, ki ima zelo omejeno rabo, večinoma za romanizacijo.
- Tatarski perzo-arabski alfabet (pred letom 1928):

| آ | ا | ب | پ  | ت | ث | ج | چ |
| ح | خ | د | ذ  | ر | ز | ژ | س |
| ش | ص | ض | ط  | ظ | ع | غ | ف |
| ق | ك | گ | نك | ل | م | ن | ه |
| و | ۇ | ڤ | ی  | ئ |   |   |   |

- Tatarska stara latinica (Jaᶇalif, 1928-1940):

| A a | B b | C c   | Ç ç | D d | E e | Ə ə | F f |
| G g | Ƣ ƣ | H h   | I i | J j | K k | L l | M m |
| N n | Ꞑ ꞑ | O o   | Ɵ ɵ | P p | Q q | R r | S s |
| Ş ş | T t | U u   | V v | X x | У y | Z z | Ƶ ƶ |
| Ь ь | ’   | Ьj ьj |     |     |     |     |     |

- Tatarska stara cirilica Nikolaja Ilminskega (1861); črke v oklepajih se v sodobnih publikacijah ne uporabljajo:

| А а | Ӓ ӓ | Б б | В в  | Г г | Д д | Е е | Ё ё  |
| Ж ж | З з | И и | (Іі) | Й й | К к | Л л | М м  |
| Н н | Ҥ ҥ | О о | Ӧ ӧ  | П п | Р р | С с | Т т  |
| У у | Ӱ ӱ | Ф ф | Х х  | Ц ц | Ч ч | Ш ш | Щ щ  |
| Ъ ъ | Ы ы | Ь ь | (Ѣѣ) | Э э | Ю ю | Я я | (Ѳѳ) |

- Tatarska cirilica (1939), vrstni red črk je bil uzakonjen leta 1997:

| А а | Ә ә | Б б | В в | Г г | Д д | Е е | Ё ё |
| Ж ж | Җ җ | З з | И и | Й й | К к | Л л | М м |
| Н н | Ң ң | О о | Ө ө | П п | Р р | С с | Т т |
| У у | Ү ү | Ф ф | Х х | Һ һ | Ц ц | Ч ч | Ш ш |
| Щ щ | Ъ ъ | Ы ы | Ь ь | Э э | Ю ю | Я я |     |

- Tatarska latinica, uzakonjena leta 1997 in ukinjena leta 2004:

| A a | Ə ə | B b | C c | Ç ç | D d | E e | F f |
| G g | Ğ ğ | H h | I ı | İ i | J j | K k | Q q |
| L l | M m | N n | Ꞑ ꞑ | O o | Ɵ ɵ | P p | R r |
| S s | Ş ş | T t | U u | Ü ü | V v | W w | X x |
| Y y | Z z | ’   |     |     |     |     |     |

- Tatarska latinica (2012):

| A a | Ä ä | B b | C c | Ç ç | D d | E e | F f |
| G g | Ğ ğ | H h | I ı | İ i | J j | K k | Q q |
| L l | M m | N n | Ñ ñ | O o | Ö ö | P p | R r |
| S s | Ş ş | T t | U u | Ü ü | V v | W w | X x |
| Y y | Z z | ’   |     |     |     |     |     |

## Zgodovina
Predniki tatarščine so izumrla volška bolgarščina in kipčaški jeziki.
Knjižni tatarski jezik temelji na srednjetatarskem narečju in stari tatarščini (İske tatar tele). Oba spadata v volško-uralsko podskupino kipčaške skupine turških jezikov, čeprav delno izhajata tudi iz stare volške bolgarščine. Na tatarski jezik je imela velik vpliv večina uralskih jezikov ter arabski, perzijski in ruski jezik.
Krimska tatarščina kljub podobnemu imenu spada v drugo skupino kipčaških jezikov, ki se običajno imenujejo pontski, kumanski ali polovski jeziki. Za razlikko od tatarščine je imela na krimsko tatarščino velik vpliv turščina.

## Primer
1. člen Splošne deklaracije človekovih pravic se v tatarščini bere:
v cirilici
Барлык кешеләр дә азат һәм үз абруйлары һәм хокуклары ягыннан тиң булып туалар. Аларга акыл һәм вөҗдан бирелгән һәм бер-берсенә карата туганнарча мөнасәбәттә булырга тиешләр.
v latinici
Barlıq keşelär dä azat häm üz abruyları häm xoquqları yağınnan tiñ bulıp tualar. Alarğa aqıl häm wöcdan birelgän häm ber-bersenä qarata tuğannarça mönasäbättä bulırğa tieşlär.